# Derby County Football Club 2020-2021
Questa voce raccoglie le informazioni riguardanti il Derby County Football Club nelle competizioni ufficiali della stagione 2020-2021.

## Maglie e sponsor
| Casa | Trasferta | Terza maglia |

Sponsor ufficiale: 32 Red
Fornitore tecnico: Umbro

## Organico

### Rosa
Aggiornata al 10 marzo 2021.
| N. |                        | Ruolo | Calciatore       |
| -- | ---------------------- | ----- | ---------------- |
| 1  | Scozia (bandiera)      | P     | David Marshall   |
| 2  | Inghilterra (bandiera) | D     | Andre Wisdom     |
| 3  | Scozia (bandiera)      | D     | Craig Forsyth    |
| 4  | Scozia (bandiera)      | C     | Graeme Shinnie   |
| 5  | Polonia (bandiera)     | C     | Krystian Bielik  |
| 6  | Inghilterra (bandiera) | D     | George Edmundson |
| 7  | Polonia (bandiera)     | C     | Kamil Jóźwiak    |
| 8  | Inghilterra (bandiera) | C     | Max Bird         |
| 9  | Inghilterra (bandiera) | A     | Martyn Waghorn   |
| 10 | Galles (bandiera)      | C     | Tom Lawrence     |
| 11 | Inghilterra (bandiera) | C     | Jordon Ibe       |
| 12 | Inghilterra (bandiera) | D     | Nathan Byrne     |

| N. |                         | Ruolo | Calciatore           |
| -- | ----------------------- | ----- | -------------------- |
| 13 | Turchia (bandiera)      | A     | Colin Kâzım-Richards |
| 15 | Inghilterra (bandiera)  | D     | Teden Mengi          |
| 16 | Inghilterra (bandiera)  | D     | Matt Clarke          |
| 17 | Inghilterra (bandiera)  | C     | Louie Sibley         |
| 19 | Inghilterra (bandiera)  | A     | Lee Gregory          |
| 21 | Paesi Bassi (bandiera)  | P     | Kelle Roos           |
| 23 | Inghilterra (bandiera)  | C     | Patrick Roberts      |
| 26 | Inghilterra (bandiera)  | D     | Lee Buchanan         |
| 30 | Inghilterra (bandiera)  | P     | Emmanuel Idem        |
| 33 | Inghilterra (bandiera)  | D     | Curtis Davies        |
| 34 | RD del Congo (bandiera) | C     | Beni Baningime       |
| 38 | Irlanda (bandiera)      | C     | Jason Knight         |